# Suzanne Césaire

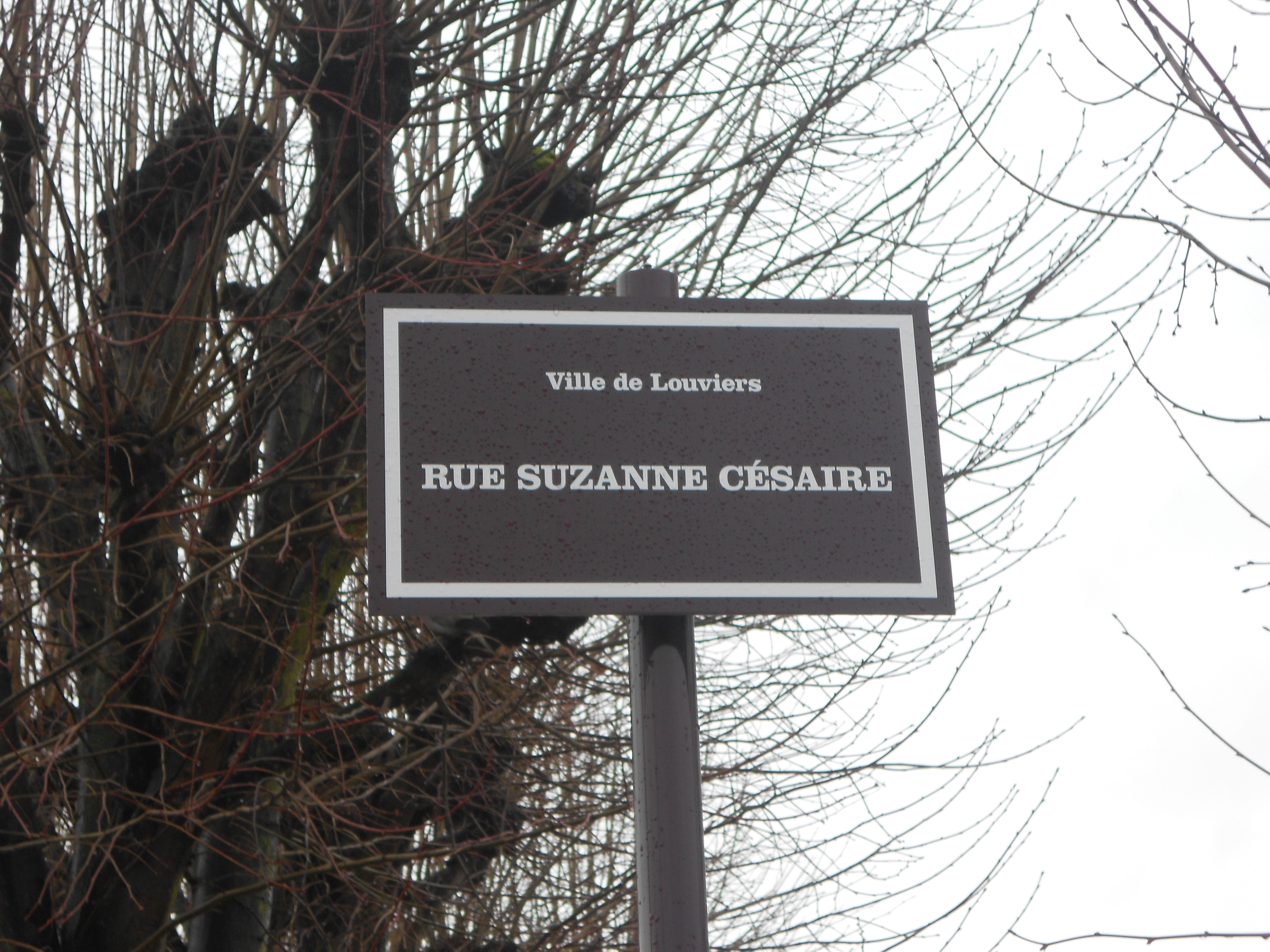
Placa de rua nomeada em homenagem a Suzanne Césaire, em Louviers, França.

Suzanne Césaire [nascida Roussi] (11 de agosto de 1915 — 16 de maio de 1966), nascida na Martinica, um departamento ultramarino da França, foi uma escritora francesa, professora, acadêmica, ativista anticolonial e feminista e surrealista. Foi casada com o poeta e político Aimé Césaire.

## Vida pregressa
Césaire (nascida Roussi) nasceu em 11 de agosto de 1915 em Poterie, Martinica, filha de Flore Roussi (nascida William), professora de ensino fundamental, e Benoït Roussi, operário de uma fábrica de açúcar.
Ela começou sua educação na escola primária local em Rivière-Salée, na Martinica (que ainda tinha o status de território colonial francês na época), antes de frequentar um internato feminino na capital, Fort-de-France. Concluída a educação secundária, foi estudar literatura em Toulouse e depois em Paris na prestigiosa École Normale Supérieure entre 1936 e 1938.

## Universidade e casamento com Aimé Césaire
Durante seu primeiro ano como estudante em Paris, Suzanne Roussi conheceu Léopold Sédar Senghor, que a apresentou a Aimé Césaire, um colega da École Normale Supérieure. No ano seguinte, em 10 de julho de 1937, o casal se casou na prefeitura do 14º arrondissement de Paris. Durante seus estudos, os Césaires fizeram parte da equipe editorial do jornal militante L'Étudiant noir. Em 1938, o casal teve seu primeiro filho. No ano seguinte, eles voltaram para a Martinica, onde os dois trabalharam como professores no Lycée Schoelcher. Eles tiveram seis filhos juntos, divorciando-se em abril de 1963, após 25 anos de casamento.

## Carreira literária
Césaire escreveu em francês e publicou sete ensaios durante sua carreira como escritora. Todos os sete ensaios foram publicados entre 1941 e 1945 no jornal cultural Martinique Tropiques, do qual ela foi co-fundadora e editora junto com seu marido, Aimé Césaire, e René Ménil, ambos notáveis poetas franceses da Martinica. Sua escrita explorou temas como identidade caribenha, civilização e surrealismo.
Embora sua escrita permaneça em grande parte desconhecida para os leitores anglófonos, trechos de seus ensaios "Leo Frobenius e o problema das civilizações", "A Civilisation's Discontent", "1943: Surrealism and Us" e "The Great Camouflage" podem ser encontrados traduzidos para o inglês na antologia The Refusal of the Shadow: Surrealism and the Caribbean (Verso, 1996), editada por Michael Richardson.
Césaire tinha uma afinidade particular com o surrealismo, que ela descreveu como "a corda bamba da nossa esperança". Em seu ensaio "1943: Surrealismo e nós", ela pediu um surrealismo martinicano:
“Nosso surrealismo então lhe entregará o pão de suas profundezas. Finalmente, aquelas antinomias contemporâneas sórdidas de preto/branco, europeu/africano, civilizado/selvagem serão transcendidas. O poder mágico dos mahoulis será recuperado, extraído de fontes vivas. A estupidez colonial será purificada na chama azul de soldagem. Nosso valor como metal, nosso aço de ponta, nossas incríveis comunhões serão recuperados."
Césaire também desenvolveu um relacionamento próximo com André Breton após sua visita à Martinica em 1941. Dedicou-lhe um ensaio ("André Breton, poeta", 1941) e recebeu em troca um poema dedicado a ela ("Para madame Suzanne Césaire", 1941). Este encontro com André Breton abriu o caminho para o seu desenvolvimento do Afro-Surrealismo.
Sua escrita é freqüentemente ofuscada pela de seu marido, que é o mais conhecido dos dois. No entanto, além de seus importantes ensaios literários, seu papel como editora de Tropiques pode ser considerado uma contribuição igualmente significativa (embora muitas vezes esquecida) para a literatura caribenha. Tropiques foi o jornal francófono caribenho mais influente de sua época e é amplamente conhecido pelo papel fundamental que desempenhou no desenvolvimento da literatura martiniquense. Césaire desempenhou um papel intelectual e administrativo no sucesso da revista. Ela gerenciou as relações da revista com o censor — um papel particularmente difícil, dada a postura de oposição da Tropiques em relação ao governo de Vichy do tempo da guerra — e também assumiu a responsabilidade pela impressão.  O impacto intelectual que ela teve na revista é destacado por seu ensaio "A Grande Camuflagem", que foi o artigo de encerramento do número final. Apesar de sua substancial contribuição escrita e editorial para a revista, a coleção de obras de Tropiques, publicada por Jean-Michel Place em 1978, credita Aimé Césaire e René Ménil como os catalisadores da revista.
A Tropiques publicou seu último número em setembro de 1945, no final da Segunda Guerra Mundial. Com o fechamento do diário, Suzanne Césaire parou de escrever. as razões para isso são desconhecidas. No entanto, a jornalista Natalie Levisalles sugere que Suzanne Césaire talvez tivesse feito escolhas diferentes se não tivesse as responsabilidades de ser mãe de seis filhos, lecionar e ser esposa de um político e poeta importante, Aimé Césaire. De fato, sua primeira filha, Ina Césaire, lembra-se dela dizer regularmente: "A sua será a primeira geração de mulheres que escolherá".
Tendo parado de escrever, ela seguiu sua carreira como professora, trabalhando na Martinica e no Haiti. Ela também foi uma feminista ativa e participou da Union des Femmes Françaises.

## Recepção e influência
Césaire foi um pioneiro na busca por uma voz literária distinta da Martinica. Embora ela tenha sido atacada por alguns escritores caribenhos, após uma primeira edição de Tropiques, por imitar estilos tradicionais de poesia francesa, bem como por supostamente promover a visão das "Antilhas Felizes" da ilha promovida pelo colonialismo francês, seu ensaio de 1941, "Misère d 'une poésie", condenou o que chamou de "Littérature de hamac. Littérature de sucre et de vanille. Tourisme littéeraire" [Literatura da rede, de açúcar e baunilha. Turismo literário]. Seu encontro com André Breton abriu o caminho para o desenvolvimento do Afro-Surrealismo, que seguiu os passos de seu uso de conceitos surrealistas para iluminar o dilema colonial. Sua máxima — "La poésie martinique sera cannibale ou ne sera pas" — era uma apropriação anticolonial de um tropo surrealista. O repúdio de Suzanne Césaire a respostas simples idealizadas —sejam assimilacionistas, africanistas ou crioulas — à situação do colonialismo no Caribe provou ser cada vez mais influente em estudos pós-coloniais posteriores.
Ensaios publicados em Tropiques
- "Leo Frobenius et le problems des civilizations" (abril de 1941);
- "Alain et l'esthétique" (julho de 1941);
- "André Breton, poète" (outubro de 1941);
- "Misère d'une poésie" (janeiro de 1942);
- "Civilização Malaise d'une" (abril de 1942);
- "1943 : Le surréalisme et nous "(outubro de 1943);
- "Le Grand camouflage" (1945).

Livros
- Suzanne Césaire,Maximin, Daniel (2009). Suzanne Césaire: le grand camouflage. Écrits de dissidence (1941-1945), Daniel Maximin (éd.),. Paris: Le Seuil Suzanne Césaire: le grand camouflage. Écrits de dissidence (1941-1945), Daniel Maximin (ed. ) ,. Paris: Le Seuil. Este livro é uma coleção de seus sete ensaios literários.

Traduções inglesas
- "The Malaise of a Civilization" e "The Great Camouflage" em Sharpley-Whiting, T. Denean (2002). Negritude Women. Minneapolis: University of Minnesota. pp. 130–140) Mulheres da Negritude . Traduzido por Sharpley-Whiting, T. Denean; Van Den Abbeele, Georges. Minneapolis: Universidade de Minnesota. pp. 130 -140).
- "Surrealism and Us" e "The Domain of the Marvelous" (extrato do ensaio « Alain et l'esthétique ") em Caws, ed. (2001). Manifesto: A Century of isms. Lincoln: U. of Nebraska. pp. 488–492 Manifesto: Um Século de Ismos . Traduzido por Gibson, Erin. Lincoln: U. de Nebraska. pp. 488–492 .
- "The Domain of the Marvelous" (extrato do ensaio « Alain et l'esthétique ") em Caws, ed. (2001). Surrealist Painters and Poets: An Anthology. Cambridge: MIT Press Pintores e poetas surrealistas: uma antologia . Traduzido por Gibson, Erin. Cambridge: MIT Press. p. 157
- "André Breton, Poeta", Guy Ducornet e Franklin Rosemont, tradutores; "Discontent of a Civilization", Penelope Rosemont, tradutora; "1943: Surrealism and Us" e "The Domain of the Marvelous" (extrato do ensaio "Alain et l'esthétique"), Erin Gibson, tradutora; em Rosemont, ed. (1998). Surrealist Women: An International Anthology. Austin: University of Texas Press. pp. 127–137 Mulheres surrealistas: uma antologia internacional . Austin: University of Texas Press. pp. 127–137 .
- "Leo Frobenius and the Problem of Civilizations", "A Civilization's Discontent", "1943 : Surrealism and Us "e" The Great Camouflage ", Krzysztof Fijalkowski e Michael Richardson, tradutores; em Richardson, ed. (1997). Refusal of the Shadow: Surrealism and the Caribbean. London: Verso. pp. 82–87, 96–100, 123–126, 156–161